# Melpomene (planta)
Melpomene es un género de helechos perteneciente a la familia  Polypodiaceae. Es originario de Madagascar. Están descritas 25 especies de las cuales solo 21 han sido aceptadas hasta la fecha.

## Taxonomía
Melpomene fue descrito por A.R.Sm. & R.C.Moran y publicado en Novon 2(4): 426. 1992. La especie tipo es: Melpomene moniliformis (Lag. ex Sw.) A.R. Sm. & R.C. Moran. 

## Especies aceptadas
A continuación se brinda un listado de las especies del género Melpomene (planta) aceptadas hasta junio de 2012, ordenadas alfabéticamente. Para cada una se indica el nombre binomial seguido del autor, abreviado según las convenciones y usos:
- Melpomene allosuroides (Rosenst.) A.R. Sm. & R.C. Moran
- Melpomene andicola (Stolze) A.R. Sm. & R.C. Moran ex Luteyn
- Melpomene assurgens (Maxon) A.R. Sm. & R.C. Moran
- Melpomene brevipes (C.V. Morton) A.R. Sm. & R.C. Moran
- Melpomene deltata (Mickel & Beitel) A.R. Sm. & R.C. Moran
- Melpomene erecta (C.V. Morton) A.R. Sm. & R.C. Moran
- Melpomene firma (J. Sm.) A.R. Sm. & R.C. Moran
- Melpomene flabelliformis (Poir.) A.R. Sm. & R.C. Moran
- Melpomene gracilis (Hook.) A.R. Sm.
- Melpomene leptostoma (Fée) A.R. Sm. & R.C. Moran
- Melpomene melanosticta (Kunze) A.R. Sm. & R.C. Moran
- Melpomene moniliformis (Lag. ex Sw.) A.R. Sm. & R.C. Moran
- Melpomene pennellii (Copel.) A.R. Sm. & R.C. Moran
- Melpomene peruviana (Desv.) A.R. Sm. & R.C. Moran
- Melpomene pilosissima (M. Martens & Galeotti) A.R. Sm. & R.C. Moran
- Melpomene pseudonutans (H. Christ & Rosenst.) A.R. Sm. & R.C. Moran
- Melpomene rosarum (Copel.) A.R. Sm. & R.C. Moran
- Melpomene sodiroi (H. Christ & Rosenst.) A.R. Sm. & R.C. Moran
- Melpomene wolfii (Hieron.) A.R. Sm. & R.C. Moran
- Melpomene xiphopteroides (Liebm.) A.R. Sm. & R.C. Moran
- Melpomene youngii (Stolze) B. León & A.R. Sm.